# Culte athénien
Sauf précision contraire, les dates de cet article sont sous-entendues « avant l'ère commune » (AEC), c'est-à-dire « avant Jésus-Christ ».
Chaque cité de la Grèce antique possédait des spécificités cultuelles lui permettant de renforcer son identité propre. Ces adaptations sont facilitées par l'absence de dogmes écrits et par le rattachement du clergé au pouvoir politique. Elles se caractérisent généralement par l'existence d'une divinité tutélaire, et une histoire romancée puis sacralisée. À Athènes nous retrouvons ces éléments dans un mythe fondateur.

## Mythe fondateur
La ville aurait été fondée selon le mythe par Cécrops, un autochtone à corps de serpent issu de la terre de l'Attique et premier roi des lieux. Pour Hérodote, les dieux de l'Olympe ne seraient pas absents de cette fondation. En effet, Athéna et Poséidon se disputaient la protection de la cité, et pour séduire les habitants, ils offrirent respectivement le premier olivier et les chevaux. Le présent de la déesse fut celui qui séduisit le plus les autochtones. Cécrops choisit en effet l'olivier, qui fut le fondement de l'agriculture de l'Attique tout au long de l'Antiquité ; en échange, la ville prit le nom de sa nouvelle déesse protectrice, choisit comme emblème la chouette (animal représentant couramment Athéna), promit de ne plus pratiquer le sacrifice humain et vénéra Zeus comme roi des dieux. L'Érechthéion, temple de l'Acropole, fut construit en mémoire de cet événement sur le lieu où se serait effectué le choix du souverain. Pour l'anecdote l'olivier sacré prétendu offert par Athéna, et duquel proviendraient tous les oliviers du monde, aurait résisté à l'incendie de l'Acropole déclenché par les Perses en 480 avant notre ère, si l'on en croit toujours Hérodote. Outre Cécrops, Érichthonios, autre roi légendaire d'Athènes, passe pour être le fondateur de la fête des Panathénées et l'inventeur du char, que lui aurait inspiré Athéna. C'est en son honneur que fut bâti l'Érechthéion.
Enfin, le légendaire roi Thésée est le responsable du synœcisme athénien, après avoir libéré sa ville du joug crétois imposé par le Minotaure. Le souvenir du synœcisme étant gardé par les Synœcies (συνοικίαι / sunoikíai), fêtées tous les ans, le seizième jour du mois d'hécatombéon.

## Religion civique
Théophraste a écrit que les anciennes prescriptions du culte athénien avaient été copiées sur le règlement des cérémonies des Corybantes crétois. 
La religion occupe une place prépondérante dans la vie des Grecs, tous les événements étant rattachés aux volontés divines. Pour les Athéniens s'ajoute à ce fort respect grec des cultes et mythes une dévotion particulière envers leur déesse protectrice due à l'attribution à Athéna de l'invention de l'huile d'olive, essence de l'agriculture des habitants de l'Attique, ainsi que des succès militaires de la cité favorisés par Athéna Νίκη / Níkē : « Niké », « la victorieuse », « qui apporte la victoire ». L'importance donnée à cette dernière au sein du Panthéon ne fit donc que croître avec l'augmentation de la domination militaire athénienne qui se traduit par un véritable impérialisme. La richesse provenant de cette hégémonie, et notamment le tribut de la ligue de Délos servit à bâtir les superbes temples de l'Acropole, l'objectif étant tant de remercier la déesse bienfaitrice que d'impressionner les autres cités. Le rayonnement culturel athénien bénéfice aussi de la fortune nouvelle de la cité, le théâtre devient ainsi gratuit pour les citoyens. Ce divertissement, le plus populaire, est rattaché au dieu Dionysos, dont le culte festif semble avoir été le plus estimé dans la Grèce antique. Cette divinité est donc le principal contrepoids à une domination de l'espace religieux athénien par la seule déesse Athéna[réf. nécessaire]. Pour comprendre l’importance de la religion dans la société athénienne, il faut savoir qu’à son apogée on répertoriait plus de 100 jours chômés pour honorer les divinités, dont notamment Dionysos et Athéna.
La religion pratiquée par les Athéniens se distingue non seulement par sa très forte focalisation sur ces deux divinités mais aussi par sa fonction d'intégration. Les Panathénées, plus grandes fêtes d'Athènes, exclusivement en l'honneur d’Athéna, sont ainsi l’occasion de réunir tous les habitants de la ville dont les métèques (étrangers), les femmes et les enfants qui défilent en queue du cortège se rendant au temple de l'Erechthéion avec le péplos, longue tunique tissée spécialement par une centaine de jeunes filles athéniennes vierges pour recouvrir la statue en bois d’Athéna Polias (protectrice). La participation de tous à ce rite central de la religion athénienne est le symbole même du caractère d’unité sociale de cette religion, et permet donc de la considérer comme « civique ».
La religion ne constitue pas un ciment de la société athénienne uniquement à travers cette célébration, comme le prouvent les Thesmophories, fêtes réservées aux femmes, pendant laquelle des proies étaient sacrifiées à Déméter. Cette religion civique s'inscrit dans un cadre plus large que représentent les liturgies, tâches d'intérêt général financées par un riche citoyen, dont certaines sont religieuses comme l'organisation de spectacles théâtraux gratuits.

## Adaptations démocratiques
Le nouveau régime de démocratie athénienne mis en place par Clisthène enrichit la religion officielle d'un nouveau culte fondé sur des mythes préexistants et légitimant la réorganisation spatiale de l'Attique. Il renforce l'aspect civique de la religion athénienne. Ainsi les entités politiques sur lesquelles reposent les nouvelles institutions démocratiques, les 10 tribus, reçoivent chacune la protection d'un héros éponyme, il y en a donc 10 :
- Érechthéides
- Égéides
- Pandionides
- Léontides
- Acamantides
- Œnéides
- Cécropides
- Hippothoontides
- Aiantides
- Antiochides

Des célébrations ont lieu sur l’agora en l'honneur de ces protecteurs locaux, néanmoins la croyance est faible, ce nouveau culte ne rencontre aucune ferveur populaire. Il sert avant tout de symbole de la cohésion des Athéniens comme le prouve l'existence du monument des héros éponymes, composé de 10 statues de bronze représentant l'ensemble de ces héros et situé devant le Bouleutérion, c’est-à-dire au centre d'Athènes, cette estrade servait accessoirement à afficher les décrets et lois de l'Ecclésia.